# لانچیا آگوستا
لانچیا آگوستا (Lancia Augusta) خودرویی است که بین سال‌های ۱۹۳۳ تا ۱۹۳۶ توسط شرکت لانچیا تولید شده‌است.
طراحی آن خودروهای موتور جلو-محور عقب بوده است.
موتور آن ۱۱۹۶ سی‌سی سیستم جعبه‌دندهٔ آن ۴ دنده به صورت دستی است.